# Distrito de Kartal
Kartal ([ˈkaɾtaɫ] «águila») es un distrito de la provincia de  Estambul, Turquía. Ubicado en el lado asiático de la provincia, sobre la costa del mar de Mármara, entre Maltepe y Pendik. La superficie total es de 147.000 m², incluyendo algunas zonas rurales. Limita al oeste con Maltepe, al norte con Sancaktepe, al noreste con Sultanbeyli y al este con Pendik.

## Historia
El centro de Kartal fue un pueblo pesquero del mar de Mármara durante el periodo bizantino llamado Kartalimen o Kartalimin en griego, fundado a principios del siglo VI. En el siglo XI, la ciudad fue conquistada por el selyúcida Süleyman Şah y en 1329 pasó a formar parte del Imperio otomano. Posteriormente, los bizantinos reconquistaron la ciudad en 1403, aunque volvió a manos otomanas 17 años después.
Hacia 1947, Kartal ya era una zona industrial. Con la introducción de los trenes de cercanías hasta la estación de Haydarpaşa desde Gebze en 1973, Kartal ganó en importancia como área industrial de Estambul. Existen alrededor de 400 fábricas grandes y medianas, 1.300 talleres y más de 1.200 tiendas y oficinas en Kartal, incluida la parte norte del distrito, llamada Samandıra.
En la actualidad se construyen cada vez más edificios cerca de la costa, mientras que se están cerrando las fábricas y se trasladan al interior. Por ejemplo, una gran fábrica de cemento que se encontraba en la costa se cerró en 2003 y se convirtió en un centro cultural.

## Demografía
| Gráfica de evolución de Distrito de Kartal entre 1935 y 2020 |
|                                                              |